# Seth Tuttle
Seth Tuttle (Mason City, 5 settembre 1992) è un ex cestista statunitense, professionista in Europa.